# Carmen Gurruchaga
Carmen Gurruchaga Basurto (San Sebastián, 9 de septiembre de 1955) es una periodista y escritora española.

## Biografía
Licenciada en Ciencias de la Información. Comenzó su actividad profesional en San Sebastián, trabajando para el diario Unidad y posteriormente para Diario 16.
En 1989 participa en la fundación de El Mundo con otros compañeros de Diario 16 y con Pedro J. Ramírez como líder del proyecto y dirige su edición para el País Vasco. Gran conocedora del terrorismo de ETA y especialmente combativa contra la banda desde los medios de comunicación, el 22 de diciembre de 1997 su domicilio fue víctima de un atentado con explosivos. Finalmente, y tras recibir amenazas de muerte de ETA, decidió abandonar el País Vasco.
Contertulia en Radio Nacional de España entre 1997 y 2000. En 2002 fue llamada para sustituir a Isabel San Sebastián al frente del programa de Antena 3 El primer café, donde permaneció una temporada. También en 2002, coincidiendo con su salida de El Mundo, se convirtió en columnista habitual del periódico La Razón.
Desde 2004 colaboró con el programa de Onda Cero Herrera en la Onda, entre 2007 y 2011 en el espacio de debate de Telemadrid Madrid opina y desde 2010 en El gato al agua, de Intereconomía.
En 2013 se instaló en Brasil como responsable de relaciones institucionales de la Agencia Efe en este país.

## Libros publicados
- Rodrigo Rato. El gran artífice (2012)
- La prueba 2010. I Premio Abogados de Novela organizado por el Consejo General de la Abogacía Española, la Mutualidad de la Abogacía y MR Ediciones.
- El árbol y las nueces: la relación secreta entre ETA y PNV (2000), con Isabel San Sebastián.
- Los jefes de ETA (2001)
- Los "cómplices" de ETA (2004)
- El fin de ETA (2006)

## Premios
- Premio Periodistas sin Fronteras 1997.
- Premio Reporteros sin Fronteras-Fundación Francia 2000.
- Premio 2001 de la Fundación Internacional de Mujeres en Medios de Comunicación y Premio Hellman/Hammet 2001.
- I Premio Abogados de Novela 2010. Organizado por el Consejo General de la Abogacía Española, la Mutualidad de la Abogacía y MR Ediciones.